# Tore Lindmark
Tore Gustaf Emanuel Lindmark, född 26 oktober 1872 i Skeppsholms församling, Stockholm, död 10 november 1956 i Engelbrekts församling, Stockholm, var en svensk ingenjör och rektor för Kungliga Tekniska högskolan (KTH) 1927–1931. 
Lindmark tog studentexamen 1890, blev civilingenjör i maskinteknik från KTH 1894, tjänstgjorde 1894–1897 vid Gustaf de Lavals experimentverkstad, 1897–1911 som konstruktör och 1911-1914 som överingenjör vid AB de Lavals Ångturbin, var 1914-1915 chef för handelshuset Ångturbin Laval i Petrograd och 19151917 överingenjör vid AB Vaporackumulator. Han blev 1917 professor i ångteknik (alternativt ångmaskinlära) vid KTH, vilket idag närmast motsvarar energiteknik eller teknisk termodynamik. Han blev KTH:s prorektor 1922. Han var KTH:s rektor 1927–1931 och stannade därefter som professor till 1938, då han avgick med pension.
Lindmark ägnade sig även åt konsultarbete inom ångteknik. Lindmark var 1913–1917 ledamot av styrelsen för AB DeLavals Ångturbin och blev 1919 ledamot av styrelsen för Statens Provningsanstalt. Han publicerade flera uppsatser inom sitt område och skrev flera artiklar om ångteknik i Nordisk familjebok under signaturen "T. L-k". Han var vice ordförande i Svenska Teknologföreningen och blev 1919 ledamot av Kungliga Ingenjörsvetenskapsakademien.
Lindmark valdes in som ledamot av Kungliga Vetenskapsakademien 1930 och blev teknologie hedersdoktor vid KTH 1944.
Tore Lindmark var brorson till ingenjören Knut Lindmark och bror till industrimannen Gunnar Lindmark.